# 戸田勝則
戸田 勝則（とだ かつのり、天文3年（1534年） - 元和6年6月5日（1620年7月4日））は、戦国時代中期から江戸時代初期にかけての戦国武将。旗本。通称は九右衛門。九平。父は戸田氏一門の戸田光忠で、勝則は次男。兄には戸田忠次がいる。徳川家康に近仕し、武勲著しい。

## 生涯
はじめ、兄の戸田忠次とともに三河国佐々木に住した。永禄6年（1563年）、岡崎に至り、徳川家康に仕えた。翌永禄7年（1564年）、戸田一族が今川氏真の臣で、戸田家の旧領田原を治める朝比奈氏を攻めるため従軍し、活躍した。永禄9年（1566年）、家禄を賜り、兄の忠次の配下として附属した。
天正19年（1591年）5月、相模国高座郡に200石の加増を受け、家康の近習となった。
慶長6年（1601年）9月、近江国野洲、栗太2郡において500石を賜った。元和6年（1620年）6月5日没。享年87。子孫は旗本として存続した。

## 武勲
永禄7年（1564年）、三河国田原城の朝比奈肥後守攻めにおいて、野田村の蔵の陰に潜んだ伏兵に遭遇し奮戦した。この戦いにおいて、敵兵4名を射して、兄の忠次を窮地から救った。さらに、一族の戸田光定が朝比奈三十郎と槍を合わせた際は、これを射して功を挙げた。

## 系譜
- 戸田政光 - 戸田光忠 - 戸田勝則